# Red House (Île-du-Prince-Édouard)
Red House est une communauté du Canada située dans le comté de Kings, sur l'Île-du-Prince-Édouard. Elle se trouve au nord-est de Cardigan.